# Улрих III фон Абенсберг
Улрих III фон Абенсберг (на немски: Ulrich III von Abensberg; † 30 август 1367) е благородник от баварската графска фамилия Абенсберги, господар на Абенсберг в Бавария и фогт на Рор.

## Произход
Той е син на Улрих II фон Абенсберг († сл. 1310) и съпругата му София фон Герцен († 1308). Внук е на Улрих I фон Абенсберг († сл. 1300), фогт на Рор, и Агнес фон Леонберг († сл. 1291), дъщеря на граф Вернхард II фон Леонберг († 1283/1284) и Елизабет фон Шаунберг († сл. 1258).
Роднина е на Конрад I фон Абенберг, архиепископ на Залцбург (1106 – 1147).

## Фамилия
Първи брак: ок. 20 юни 1327 г. с Елизабет фон Гунделфинген († 25 февруари 1342/1354), дъщеря на рицар Свигер X фон Гунделфинген († 1384) и първата му съпруга Салмей († 1346/1356). Те имат децата:
- Йохан II († 21 юни 1397), женен за Агнес фон Лихтенщайн-Мурау († 23 юни 1397)
- Теодерих фон Абенсберг/Дитрих († 5 ноември 1383), княжески епископ на Регенсбург (1381 – 1383)
- Улрих IV фон Абенсберг († между 13 март 1374/16 декември 1375), женен на 24 април 1372 г. за Катарина фон Лихтенщайн-Мурау († сл. 1375)
- Вернхард фон Абенсберг († сл. 1374)
- Вилхелм I фон Абенсберг († сл. 1376)
- Албрехт фон Абенсберг († сл. 1407), женен I. за Петронила фон Хайдау († 1396), II. пр. 18 октомври 1398 г. за Маргарета фон Хоенцолерн († сл. 1 декември 1433)
- Барбара фон Абенсберг, омъжена за Хайнрих II фон Розенберг († 26 август 1346)

Втори брак: вер. на 7 януари 1353 г. с Гертруд († сл. 25 февруари 1342). Бракът е бездетен.